# Klippehelligdommen
Klippehelligdommen (arabisk: Qubbat as-Sakhrah) eller Omar-helligdommen er en muslimsk helligdom i Øst-Jerusalem, der er bygget på det sted, hvor det jødiske tempel tidligere lå.
Helligdommen omtales undertiden som en moské, hvilket er fejlagtigt. Helligdommen er bygget på det sted, hvor Muhammed ifølge islamisk tradition steg til himmels for at tale med Gud, inden han vendte tilbage til jorden for at udbrede islam. Den blev opført 687-691 af Abd al-Malik under det niende kalifat.
Bygningens kuppel er af træ og beklædt med forgyldt aluminium. Inskriptionerne på bygningens inderside består af vers fra Koranen, der afviser, at Jesus var Gud Søn, og fordømmer den kristne lære om den treenige Gud.